# Laudian Professor of Arabic
La cattedra definita Laudian Professorship of Arabic (Cattedra professorale laudiana di arabo) fu istituita dall'Arcivescovo Laud di Canterbury a favore dell'Università di Oxford.
Il primo ad usufruirne fu il celebre orientalista britannico Edward Pococke (1604-1696) che accedette alla cattedra nel 1636.
I seguenti studiosi hanno ricoperto il prestigioso incarico didattico e di ricerca:
- Thomas Hyde (1691)
- Thomas Hunt (1739)
- Joseph White (1777)
- Stephen Reay (1840)
- Robert Gandell (1861- )[2]
- David Samuel Margoliouth (1889-1937)
- Sir Hamilton Gibb (1937-1955)
- A.F.L. Beeston (1955-1978)
- Wilferd Madelung (1978-1998)
- Geert Jan van Gelder (1998-2012)

Attualmente la cattedra è ricoperta da Julia Bray, la prima donna a ricoprire questa carica, che in precedenza era docente di letteratura araba medievale alla Università di Paris 8.